# Berthe Cyr-Coulombe
Berthe Cyr-Coulombe, née en 1910 et morte le 2 juillet 2009 à Rivière-du-Loup au Québec, est une auteure, dramaturge et enseignante canadienne. Fille d'Anna Dionne et de François Lévesque, Berthe Cyr-Coulombe consacre beaucoup de temps au service de sa communauté. En 1960, elle écrit, En remuant des souvenirs. Berthe Cyr-Coulombe sort en 1986 un livre intitulé Saint-Quentin, déjà trois quarts de siècle.